# 양평 쌍학리 효열각
양평 쌍학리 효열각은 대한민국 경기도 양평군 양동면 쌍학리에 있다. 1986년 5월 30일 양평군의 향토유적 제17호로 지정되었다.

## 개요
원래는 1973년 쌍학리 산8-1번지에 건립한 것인데 1997년 이곳으로 이전하였다고 한다. 정면 2칸 측면 1칸의 맞배지붕 양식의 목조건물로 내부에 효자(孝子) 방영환(方榮煥), 효부(孝婦) 전이란(全伊蘭), 효부(孝婦) 이정자(李貞子) 세분의 효행을 기리는 행문이 걸려 있다.